# Gecse Árpád
Gecse Árpád (Alattyán, 1900. július 11. – Alattyán, 1999. január 22.) jászsági magyar szobrász és festőművész volt.

## Élete
Nemesi családban született (felmenői eredetileg Abaúj vármegyében voltak kisbirtokosok). Először katonai pályára készült, tanulmányait a Bécsújhelyi Theresianum Katonai Akadémián azonban nem fejezte be. 1919 és 1924 közt a Magyar Képzőművészeti Főiskolára járt, mesterei Rudnay Gyula és Balló Ede voltak. A főiskola után rendszeresen a Jászapáti Művésztelepen dolgozott Bosznay István és Vágó Pál tanítványaként. Járt, Ausztriában, Olaszországban, művészi tudását, 1925-ben Velencében Vicenzo de Stefani mester mellett fejlesztette tovább. Észak-Európában további tapasztalatokat gyűjtött. 1927-től a Szolnoki művésztelep tagjaként dolgozott együtt Fényes Adolffal és Zádor Istvánnal. Kis faluját tiszta szívéből szerette, ragaszkodott a családi fészekhez, örökre hű maradt a Jászsághoz. Talán ezért is nevezték a "Jászság festőjé"-nek, annak az embernek, aki az alföldi táj, és az alföldi emberek szerelmese volt.  Szülőfalujában élt és halt meg, ahol közéleti szerepet is vállalt. „Emberi tartásával, bölcs megfontolt tanácsaival a legnehezebb időkben is segítette az itt élő emberek mindennapi életét” – emlékezik meg róla Alattyán honlapja 
Hosszú élete alatt 1500 alkotásáról tudunk, amelyből csaknem 1400 db gazdára is talált. Olajfestményei szerte az országban és a világban – múzeumokban (Magyar Nemzeti Galéria, Damjanich János Múzeum-Szolnok, Jász Múzeum, Hamza Múzeum és Jász Galéria-Jászberény), közületeknél (Jászsági önkormányzatok és Művelődési Házak) és műgyűjtők százainál – őrzi emlékét.
Tagja volt a Magyar Művészek Országos Egyesületének, a Független Művészek Egyesületének és a Kupeczky Művészeti Társaságnak.

## Kiállítások
- 1927-től rendszeresen kiállító művész
- A Műcsarnok és Nemzeti Szalon kiállításainak állandó résztvevője
- A Szolnoki művésztelep tagja volt

## Köztéri művei
- A jászberényi Szentkuti templom oltárképei
- Az alattyáni templom Madonna-szobra
- A szolnoki felszabadulási emlékmű (1954)
- Alattyáni hősök szobra (I. világháborús emlékmű)
- Jásztelki felszabadulási emlékmű
- Jézus szobor a jásztelki temetőkápolnán
- Önarckép a Gecse Emlékház udvarán

## Emlékház
A Jászság festőjének Gecse Árpádnak emlékháza, egyben szülőháza, mely 1890-ben épült.Az emlékház három utcai szobájában és az előszobában 75 négyzetméteres területen 66 db olajfestmény, több szobor, dombormű, plakett és grafika, a hat tárolóban a művész életét és munkásságát bemutató rajzok, iratok, fotók, katalógusok stb. az intarziás ebédlőgarnitúra és az osztrák szalongarnitúra, s egyéb berendezési tárgyak a művész könyveivel, használati tárgyaival.
Gecse Árpád Emlékház, Alattyán, Szt. István út 26.

## Díjak
- A Magyar Köztársaság Csillagrendje (1990)
- Jászságért Díj (1997)